# 19617 Duhamel
19617 Duhamel este un asteroid din centura principală de asteroizi.

## Descriere
19617 Duhamel este un asteroid din centura principală de asteroizi. A fost descoperit pe 8 august 1999 la Prescott (Arizona) de Paul G. Comba. Il porte le nom du mathématicien et physicien français Jean-Marie Duhamel (1797-1872). Asteroidul prezintă o orbită caracterizată de o semiaxă mare de 3,21 ua, o excentricitate de 0,15 și o înclinație de 1,9° în raport cu ecliptica.